# Mannrichter
Mannrichter waren im 18.–19. Jahrhundert im Baltikum eingesetzte Richter am Manngericht für Lehnssachen. Sie wurden als Leiter der Gerichtsverhandlung vom Landesherren eingesetzt. Zu ihren Aufgaben zählte, in ihren Distrikten Grenz- und Wegestreitigkeiten zu schlichten, darüber zu urteilen, Grenzmarkierungen zu überwachen und den Weg- und Straßenzustand zu kontrollieren. Sie führten die Gerichtsverhandlungen, überwachten diese und leiteten die Urteilsverkündungen weiter. Das Manngericht war im Baltikum ein am Landgericht angeschlossenes Gericht für die Versammlung der Lehnsmannen über Lehnssachen.
In Schlesien wurde das Land- oder Provinzial-Gericht auch Manngericht genannt; es bestand aus Vertretern des Landadels und der durch die Städte gebildeten Gerichte.

## Wortherkunft Mannrichter/Manngericht
„Im Mittelalter gab es von den Landesherren ernannte → Mannrichter, die mit Urteilsfinder und Schöffen Gericht hielten. Sie wurden in Estland bis zur Justizreform von 1889 beibehalten, wiewohl Zuständigkeit, Verfahren und Zusammensetzung des Gerichts sich im Laufe der Zeit gewandelt hatten. In russischer Zeit bestanden die Manngerichte aus einem Mannrichter und zwei Assessoren (→ Assessor). Sie tagten nicht in ihrem Bezirk, sondern sämtlich auf dem Revaler Dom im Ritterhaus und zwar zu gleicher Zeit mit dem → Oberlandgericht, das dann sofort als Berufungsinstanz angerufen werden konnte. Die Mannrichter waren ehrenamtlich tätig; sie mußten immatrikulierte Adlige sein und wurden von der Ritterschaft auf drei Jahre gewählt. Eine juristische Ausbildung war nicht erforderlich. Der Mangel wurde dadurch ausgeglichen, daß der lebenslänglich angestellte → Sekretär rechtskundig sein mußte. In Strafsachen war das M. Prozess- und Vollstreckungsgericht seines Kreises, in Zivilsachen zuständig für alle Einwohner weltlichen Standes, ausgenommen die vor die Bauernbehörden kompetierenden Sachen. (BPR I § 917 ff.; R-S II 16 f., 23 f; Oswald Schmidt, Das Verfahren vor dem M. in bürgerlichen Rechtsstreitigkeiten zur Zeit der bischöflichen und Ordensherrschaft, Dorpat 1865.)“

## Mannrichter im Baltikum
„1. Estland: Vorsitzender eines → Manngerichts. Die drei Mannrichter mit ihren sechs Assessoren waren zugleich Mitglieder beim → Niederland- und Landwaisengericht, der Harrische M. vertrat auch den → Ritterschaftshauptmann als Vorsitzender dieses Gerichts. (BPR I § 892, 904.)
 2. Kurland und Pilten: Noch in herzoglicher Zeit gab es in jeder Hauptmannschaft einen Mannrichter, der vom Adel gewählt und vom Herzog oder (in Pilten) vom König bestätigt wurde. Ihm oblag die Urteilsvollstreckung und die Aufsicht über Wege und Brücken. 1812 wurde das Amt in Kurland aufgehoben und die Obliegenheiten dem → Hauptmannsgericht übertragen. In Pilten, wo der Mannrichter mit zwei Beisitzern amtierte, erfolgte die Aufhebung 1817 bei der Vereinigung mit Kurland. (R-S II 69 ff., 74; Ziegenhorn §§ 551 f.; Bunge, Geschichte 282 f., 311.)“

## Stellung und Aufgaben der Mannrichter
In dem von Johann Philipp Gustav Ewers veröffentlichten Estnischen Ritter- und Landrecht (1821) in sechs Bänden wird im Titul V. „Von dem Mannrichter, dessen Amte und Assessoren“ zur Stellung und Aufgabe zitiert (Auszug):
„Die Mannrichter sollen alle drei Jahre vom königlichen Landgericht im Fürstentum Ehsten (Estland) gewählt werden. Jeweils einer in Harrien, Wierland, Jerwen und Wiek (Art. 2.)… Ihm werden zwei adlige geschworene Assessoren und Beisitzer aus der Ritterschaft zugeordnet (Art. 3.)… In seinem Distrikt soll er Grenzen und Grenzkreuze besichtigen, deren Streitigkeiten durch Recht und Urteil entscheiden, Zeugen verhören und Anweisung erteilen (Art. 4.)… Er legt die Verhandlungstage fest und lädt beide Parteien zur Verhandlung und Urteilsbegründung vor (Art. 6.)… Er veranlasst, gemeinsam mit seinen Assessoren, die Protokollierung von Kreuzsteinen, Grenzgebieten, Grenzgräben, Kreuze an Bäumen etc. (Art. 9.)… Er soll die Parteien anhören, die Zeugen sprechen lassen und an ihren geleisteten Eid erinnern (Art. 11.)… Er hat die Macht zur Zeugenvorladung und der Verhängung von Geldstrafen, wenn die Geladenen nicht erscheinen. (Art. 12.)… Nach der Verhandlung berät der Mannrichter mit seinen Assessoren und beschließt das Urteil, es wird schriftliche festgelegt und gesiegelt (Art. 13.)… Ein Appellationsrecht wird eingeräumt (Art. 14.)… Dem Mannrichter wird Neutralität und Unvoreingenommenheit angeordnet. Kann er durch Verwandtschaft oder Vetternschaft nicht unvoreingenommen verhandelt muss ein anderer Mannrichter eingeteilt werden (Art. 22.).“
In einer Verordnung von Zar Paul I. (1796–1801) werden für Kurland nachfolgende Bestimmungen festgelegt, so heißt es zu: „Punkte über die Unterhaltung der Wege und Brücken in Kurland, festgesetzt auf der im Jahre 1786 gehaltenen Versammlung der Landstände des Herzogtums Kurland“: Finden die Mannrichter, bei der Besichtigung nach obiger gesetzlichen Vorschrift, die Wege, Dämme, Brücken und Überfahrten nicht in Ordnung und unausgebessert, so haben sie für jeden unausgebesserten Weg und für jede schlechte und beschädigte Stelle vom nächsten Bauernhofe oder der nächsten Schenke des Gutsherren, dem die Ausbesserung des Weges obliegt, ein Pferd oder irgend sonst etwas auszupfänden, welches, wenn er es binnen einer Woche nicht mit fünf Albertstaler auslöst, ihm zurückbehalten wird (Ziff. 13.)…Nach vier Wochen findet eine erneute Überprüfung durch den Mannrichter statt (Ziff. 14.)…Aber auch die Mannrichter sind zur Einhaltung der Wegepflege verpflichtet, hier obliegt es dem Oberhauptmann, unter dessen Behörde die Güter des Mannrichters stehen, sie in der zur Besichtigung anberaumten Zeit zu bereisen, und sie der den Mannrichtern erteilten Anweisung zufolge zu besichtigen (Ziff. 21.)